# Sandro Burki
Sandro Burki (Oftringen, Suiza, 16 de septiembre de 1985) es un futbolista suizo. Juega de centrocampista y su actual equipo es el FC Aarau de la Superliga de Suiza.

## Carrera
Sandro Burki comenzó su carrera profesional en el FC Zürich en 2001. En 2002 se fue a Alemania para jugar en el Bayern Múnich II. Entre la temporada 2003-2005 jugó en el BSC Young Boys de la Superliga de Suiza. En 2005 entró al FC Wil durante un año. Luego de irse de ese club entró al FC Vaduz de Liechtenstein. Desde 2006 juega para el FC Aarau.

## Clubes
| Club             | País          | Año       |
| ---------------- | ------------- | --------- |
| FC Zürich        | Suiza         | 2001-2002 |
| Bayern Múnich II | Alemania      | 2005-2006 |
| BSC Young Boys   | Suiza         | 2003-2005 |
| FC Wil           | Suiza         | 2005      |
| FC Vaduz         | Liechtenstein | 2005-2006 |
| FC Aarau         | Suiza         | 2006-     |